# Fritz von Waldthausen
Fritz von Waldthausen (* 9. Mai 1887 in Bremen; † 12. Dezember 1957 in Essen) war ein deutscher Bankier und Mitglied der Industriellenfamilie Waldthausen.

Villa Fritz von Waldthausen in Essen-Bredeney

## Leben

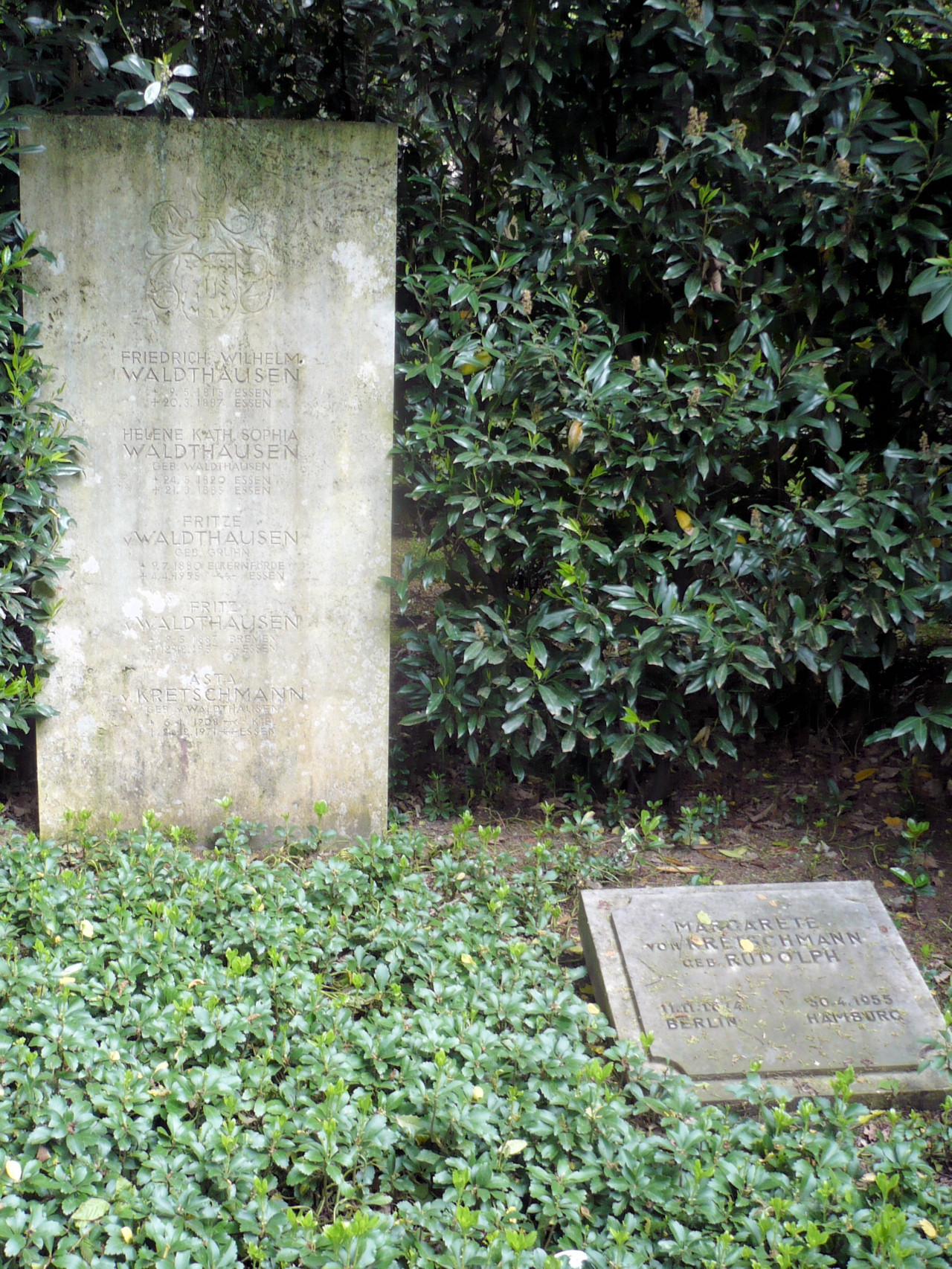
Grabmal auf dem Friedhof Bredeney

Friedrich (genannt Fritz) von Waldthausen wurde am 9. Mai 1887 als Sohn des Kaufmanns Emil Waldthausen (1844–1888) und dessen Ehefrau Marie Henriette, geb. Lohmann (1862–1937), in Bremen geboren und wuchs dort auf. Sein Großvater mütterlicherseits war der Direktor der Reederei Norddeutscher Lloyd Johann Georg Lohmann. 1919 heiratete Waldthausen Fritze Mohr, geb. Grühn (1880–1955), die in erster Ehe mit dem Bankier Karl Wilhelm Mohr verheiratet gewesen war. Er adoptierte 1931 deren Tochter Asta Mohr (1908–1971), die fortan den Nachnamen von Waldthausen führte. Asta von Waldthausen, geb. Mohr, heiratete 1931 den Kaufmann Hans-Oskar von Kretschmann (1903–1962).
Fritz von Waldthausen absolvierte nach dem Besuch eines humanistischen Gymnasiums in Bremen eine Bankausbildung. Es folgte ein volkswirtschaftliches und juristisches Studium in Lausanne, Leipzig, München und Kiel mit anschließender Promotion zum Dr. oec. publ. Im Jahre 1921 zog er nach Essen um, wo ein großer Teil der Familie Waldthausen beheimatet ist. Zusammen mit seinem Cousin Ernst von Waldthausen gründete er die Privatbank Waldthausen & Co. Wie auch die übrigen Familienmitglieder legte er die geschäftlichen Schwerpunkte in die industrielle Entwicklung.
In Essen-Bredeney ließ er 1922 am Markuspfad von dem Architekten Oskar Kunhenn eine großzügige Villa bauen. Später wohnte dort für einige Jahre auch Marianne, die Tochter seiner Adoptivtochter Asta von Kretschmann, mit ihrem Ehemann Richard von Weizsäcker.
Im Jahre 1937 wurde Fritz von Waldthausen in den Aufsichtsrat der Rheinstahl AG gewählt. Nach dem Zweiten Weltkrieg gründete er zusammen mit dem Bankier August von Finck das Düsseldorfer Bankhaus Waldthausen & Co (später auch Bankhaus Waldthausen & Co. KG. in Essen). Von 1958 bis 1962 war Richard von Weizsäcker persönlich haftender Gesellschafter des Bankhauses. Als Bankier war Fritz von Waldthausen Mitglied in zahlreichen Vorständen und Aufsichtsräten.
Mit seinem ausgeprägten sozialen und kirchlichen Engagement genoss Fritz von Waldthausen hohes Ansehen. So hatte er einen wesentlichen Anteil am Zustandekommen des Deutschen Evangelischen Kirchentags 1950 in Essen.
1955 wurde er von dem Kunstmaler Hans Jürgen Kallmann porträtiert.
Fritz von Waldthausen verstarb am 12. Dezember 1957 im Alter von 70 Jahren in Essen und wurde auf dem Friedhof Bredeney beigesetzt.